# Martin Lupáč
Martin Lupáč († 20. dubna 1468) byl teolog české reformace, diplomat a zvolený husitský biskup. Třebaže do konce života zůstal utrakvistickým duchovním, svými úvahami o úplném odtržení české církve od církve římské značně ovlivnil české bratry.

## Život
Martin Lupáč studoval na pražské univerzitě, osobně poznal Jana Husa a roku 1412 se jako student zúčastnil pálení papežské buly. Hlásil se k učení Jakoubka ze Stříbra a dlouho působil jako farář v Chrudimi. Sympatizoval s mírnějším křídlem táboritů a usiloval o sjednocení husitských stran.
Spolu s Janem Rokycanou vyjednával o kompaktáta. Roku 1432 a opět 1434 byl vyslán s poselstvem k jednání do Basileje, po návratu byl v Praze zvolen členem kněžského poselstva k císaři Zikmundovi v Řezně a roku 1435 v Brně. Spolu s Václavem z Mýta byl zvolen pomocným biskupem, sufragánem zvoleného kališnického arcibiskupa Jana Rokycany (papež tyto volby nikdy nepotvrdil). V roce 1436 se zúčastnil slavného vyhlášení kompaktát v Jihlavě a v listopadu téhož roku byl prostředníkem mezi císařem Zikmundem a tábority. V roce 1437 byl však Zikmundem vypuzen z chrudimské fary a na víc než deset let zmizel z veřejného dění.
Až roku 1452 se jako farář v Klatovech obrací písemným traktátem proti papežskému legátovi Mikuláši z Kusy. Prostředkoval v náboženských sporech mezi tábority a Janem Rokycanou a posléze se přiklonil ke vznikající jednotě bratrské, i když zůstal knězem podobojí. Když roku 1462 odvolal papež Pius II. kompaktáta, protestoval traktátem Contra papam a roku 1465 hájil ve spisu Contra sex adversarios přijímání podobojí proti Hilariovi z Litoměřic. O sympatiích jednoty bratrské k Lupáčovi svědčí skutečnost, že některé jeho spisy se dochovaly v jejích Aktech.

## Myšlení a teologie

### Interpretace husitské minulosti
Jedním z největších přínosů Lupáčových děl pro české reformní myšlení byla interpretace významných událostí 30. let, jichž se Lupáč nezřídka sám zúčastnil. Martin Lupáč nenapsal klasické kronikářské či analistické dílo a vzpomínkám na 30. léta dával místo toho prostor v rámci protikatolických polemik, aby ještě více glorifikoval utrakvisty na úkor katolické strany. Velmi často zdůrazňoval husitské úspěchy při jednáních s basilejských koncilem. Čechy pokládal za vítěze při jednáních v Chebu (květen 1432), kdy byla proti vůli koncilu přijata zásada tzv. soudce chebského. Při vzpomínání na basilejskou disputaci roku 1433 kritizoval zástupce koncilu, že nedokázali určit původ přijímání pod jednou způsobou a odvolávali se na zvyk a neomylnost institucionální církve. Ve spojitosti se vzpomínkami na jednání v Basileji Martin Lupáč vytvořil text údajného prohlášení (protestacio) husitských poslů, v němž měli čeští poslové oznamovat koncilu, že přijímání podobojí je oprávněné bez ohledu na stanovisko církevní vrchnosti.
Nepravdivých tvrzení se Lupáč dopouštěl v případě vyhlášení kompaktát v Jihlavě (červenec 1436), neboť opakovaně a v rozporu s dějinnou realitou uváděl, že basilejští legáti byli ze strany husitů či Zikmunda dotlačení k veřejnému provolávání textu čerstvě zpečetěných úmluv. Obdobně zkresloval skutečnost i tehdy, když psal o publikaci basilejského dekretu Ut lucidius videatur (prosinec 1437), jímž koncilní otcové zamítli nezbytnost přijímání podobojí. Tento akt totiž Lupáč mylně interpretoval jako pozdní snahu koncilu napravit skutečnost, že v kompaktátech z roku 1436 nebyla ani zmínka o přijímání podjednou. Nejprůkaznější svědectví o Lupáčově nezřídka svérázném nakládání s minulostí podávají polemické spisy Sensus (proti Janu ze Soběslavi) a Super responso Pii pape (proti papeži Piovi II.), v nichž autor zohledňuje každou z výše popsaných epizod.

### Výklad a obhajoba basilejských kompaktát
Patrně ještě větší přínos znamenaly Lupáčovy četné úvahy na téma basilejských kompaktát. Lupáčovi šlo především o zpochybnění argumentů katolických oponentů, které redukovaly dohodu o přijímání podobojí v kompaktátech na krátkodobou věroučnou koncesi kalicha pro dospělé osoby. Během let formuloval Martin Lupáč několik klíčových tezí oponujících tradiční katolické interpretaci kompaktát. Zaprvé, basilejská kompaktáta nelze chápat jako udělení (koncesi) kalicha Čechům a Moravanům ze strany basilejského koncilu, protože přijímání podobojí má svůj základ v Bibli. Dle Lupáče pro tento závěr svědčí i pasáž z kompaktát stanovující, že Češi a Moravané budou přijímat podobojí mocí Ježíše Krista a církve, jeho pravé choti (communicabunt sub utraque specie auctoritate Jhesu Christi et ecclesie, vere sponse sue). Tuto církev pochopitelně odmítal ztotožnit s tou institucionální, kterou ve 30. letech zastupoval basilejský koncil.
Zadruhé, není pravda, že kompaktáta legalizují kalich jen do doby vydání dekretu Ut lucidius videatur, popřípadě jen pro osoby přijímající podobojí v době uzavření husitsko-koncilních dohod. Zde Lupáč argumentoval vybranými pasážemi basilejských, ba i císařských kompaktát (jde o smlouvy mezi husity a Zikmundem z let 1435–1436), které hovoří ve prospěch věčné platnosti kalicha. Odmítl výklad, že by se kompaktátní slova "kteří mají takový obyčej" vztahovala jen na tehdy žijící utrakvisty. Jako analogii k této úvaze využil Bibli, z níž vybral výroky gramaticky formulované v přítomném čase, ale závazné i pro budoucí generace.
Zatřetí, neexistuje žádný rozpor mezi svatým přijímáním dítek (communio parvulorum) a zněním basilejských kompaktát. Jestliže tedy utrakvističtí kněží podávají tělo a krev Kristovi nemluvňatům či velmi malým dětem, nečiní tak v rozporu s kompaktáty. V úmluvách s koncilem sice stojí zmínka o podávání podobojí osobám "v letech rozumných" (in annis discrecionis), tato formulace se ale podle Lupáče vztahuje k nikdy nevydané licenci kalicha, kterou měl koncil na základě případné žádosti českých poslů vydat ve prospěch všech katolických kněží Čech a Moravy. Tito kněží by tak byli zavázáni dávat podobojí všem dospělým, kteří by je o tento způsob přijímání požádali. Lupáč argumentoval, že pro utrakvisty je z hlediska svatého přijímání klíčová fráze "kteří mají takový obyčej", do kteréžto kategorie spadají všechny osoby bez ohledu na věk, tedy i malé děti.
Začtvrté, třebaže v ceduli A kompaktáta požadují po Češích a Moravanech jednotu s církví ve víře a ritu (zvyklostech) až na výjimku přijímání podobojí, není nutné, aby utrakvisté přijali veškerou víru či ritus katolické církve. Martin Lupáč se v tomto případě odvolával na ceduli B, v níž jsou pojmy víra a ritus z předešlé cedule jasně vymezeny - vírou se rozumí to, co je v souladu s Biblí a "správným" učením církve, zatímco ritem se rozumí zvyklosti, které jsou všeobecně zachovávány.
Protikatolický výklad basilejských úmluv promýšlel Lupáč v celé řadě svých spisů; za ten nejvýznamnější lze označit Super responso Pii pape, v jehož druhé části autor citoval řadu papežových výroků a následně s nimi polemizoval. V úvodu spisu navíc přinesl řadu teologicko-historických argumentů za účelem dokázat, že základ přijímání z kalicha není v kompaktátech. Podobně významný je i spis Sensus, v němž Lupáč oponoval interpretaci kompaktát z pera Jana Papouška ze Soběslavi. Ohledně vztahu mezi kompaktáty a přijímáním dítek jsou zásadní závěrečné části spisů De communione parvulorum a O přijímání dítek. Některé z Lupáčových tezí hájících kompaktáta se zjevně dočkaly ohlasu i řadu let po autorově smrti, neboť zaznívají v tisku kompaktát z roku 1513.

## Dílo
Martin Lupáč psal latinsky, jen výjimečně česky. Některá významnější díla:
- De communione parvulorum (1439–1449) – Rozsáhlá obhajoba přijímání dítek
- Sensus seu intellectus compactatorum (1449–1462) – Výklad kompaktát polemizující se spisem Edicio Jana Papouška ze Soběslavi
- Epistola ad Nicolaum Cusanum (1452) – List Mikuláši Kusánskému
- Contra papam (1462) – Proti papeži Piu II. (ztotožněn s Antikristem)
- Super responso Pii pape (1462) – Polemika s rozhodnutím Pia II. o zrušení platnost basilejských kompaktát
- Replica in tractatum Loquencii Hilarii (2. pol. 60. let) – Polemika proti Hilariovi Litoměřickému
- De medio sacramento / Contra sex proposiciones (2. pol. 60. let) – Druhá Lupáčova polemika proti Hilariovi
- De ecclesia – Traktát definující pravou církev

Ve třicátých letech 15. století vznikla pod jeho vedením utrakvistická redakce česky psaného Nového zákona (tzv. „Lupáčův Nový zákon").
Z jeho díla vyšlo česky:
- LUPÁČ, Martin. Hádání o kompaktátech. Upravila a úvodem opatřila Anna Císařová-Kolářová. Doslov napsal F. M. Bartoš. 1. vyd. Praha: Ústřední církevní nakladatelství, 1953. 44 s. cnb000419162. Dostupné online Archivováno 25. 9. 2018 na Wayback Machine.
- LUPÁČ, Martin. Otevřený list Martina Lupáče kardinálu Mikuláši Kusánskému. In: MOLNÁR, Amedeo. Husitské manifesty. 2. vyd. (fotoreprint). Praha: Odeon, 1986. 262 s. cnb000019715. [List je otištěn na str. 218–225; přeložil Amedeo Molnár.]
- MOLNÁR, Amedeo, ed. Slovem obnovená: čtení o reformaci. 1. vyd. Praha: Ústřední církevní nakladatelství, 1977. 265 s. cnb000460704. [Martin Lupáč, Adventní kázání z roku 1429 (str. 101–103) a výňatek z listu Martina Lupáče kardinálu Mikuláši Kusánskému (str. 103–104).]
- Výbor z české literatury doby husitské. 2. svazek. Praha: Nakladatelství Československé akademie věd, 1964. 630 s. cnb002610105. [Martin Lupáč: List knězi Zacheovi (výňatek), str. 73–75, přeložil Bohumil Ryba; ediční ponámka na str. 82.] Dostupné online

## Citáty
| „                             | Co jen je takových kněží, kteří svaté evangelium okuřují kadidlem, líbají, ale potom kaceřují. | “ |
| — Adventní kázání z roku 1429 |                                                                                                |   |